# Crudosilis sinica
Crudosilis sinica is een keversoort uit de familie soldaatjes (Cantharidae). De wetenschappelijke naam van de soort werd in 1998 gepubliceerd door Sergey Vasiljevich Kazantsev.